# Pavel Korchagin (phim)
Pavel Korchagin (tiếng Nga: Павел Корчагин) là một bộ phim của nền điện ảnh Liên Xô, được chuyển thể từ cuốn tiểu thuyết "Thép đã tôi thế đấy !" của nhà văn hiện thực Xã hội chủ nghĩa Soviet Nikolai A.Ostrovsky.

## Nội dung
Cuộc đấu tranh anh hùng của nhân dân Ukraina trong những năm tháng đầu tiên sau cuộc Cách mạng Tháng Mười đã được tái hiện thông qua hình tượng người chiến sĩ Cách mạng - anh lính Hồng quân gan góc, nhiều lý tưởng và nhiệt huyết cao cả Pavel Korchagin. Đây cũng là phiên bản chuyển thể thứ hai của cuốn tiểu thuyết "Thép đã tôi thế đấy !".

## Diễn viên
- Vasily Lanovoy - Pavel Korchagin
- Elza Lezhdey - Rita Ustynovich
- Tatyana Stradina - Tonya Tumanova
- Vladimir Marenkov - Ivan Zharky
- Pavel Usovnichenko - Zhukhrai
- Dmitry Milyutenko - Tokarev
- Aleksandr Lebedev - Nikolai Okunev
- Lev Perfilov - Franz Klavicek
- V.Stepanov - Vikhrastyi
- L.Piktorskaya - mẹ Pavel